# Sparta Gryfice
Miejski Klub Sportowy "Sparta" Gryfice – klub sportowy w Gryficach, z siedzibą przy ul. Sportowej. Klub został założony 1 lipca 1947 roku, jako wielosekcyjny. Obecnie prowadzi jedną sekcję: piłki nożnej. W sezonie 2024/2025 występuje w IV lidze (grupa zachodniopomorska I).

## Historia

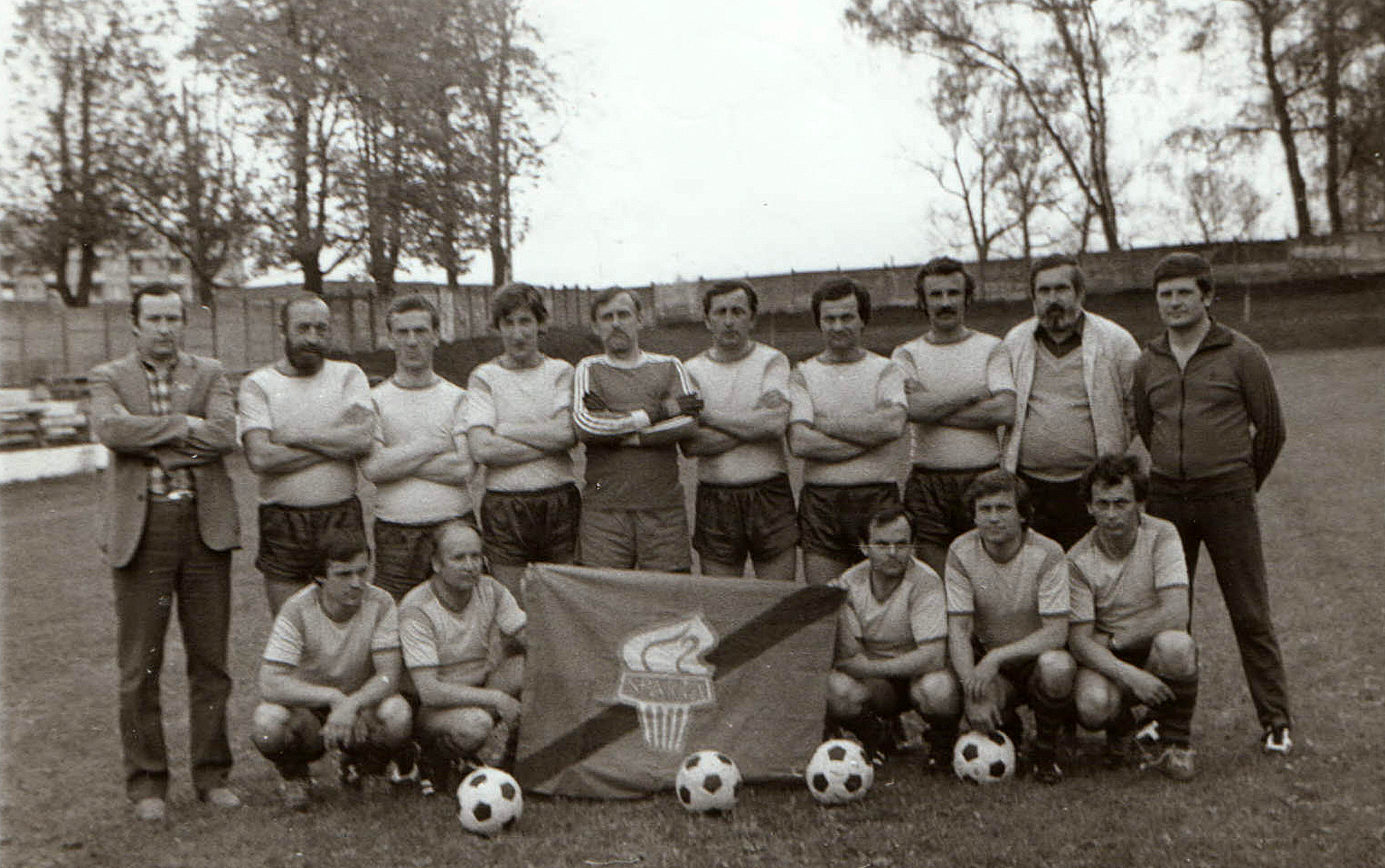
Oldboye w kwietniu 1985 r.

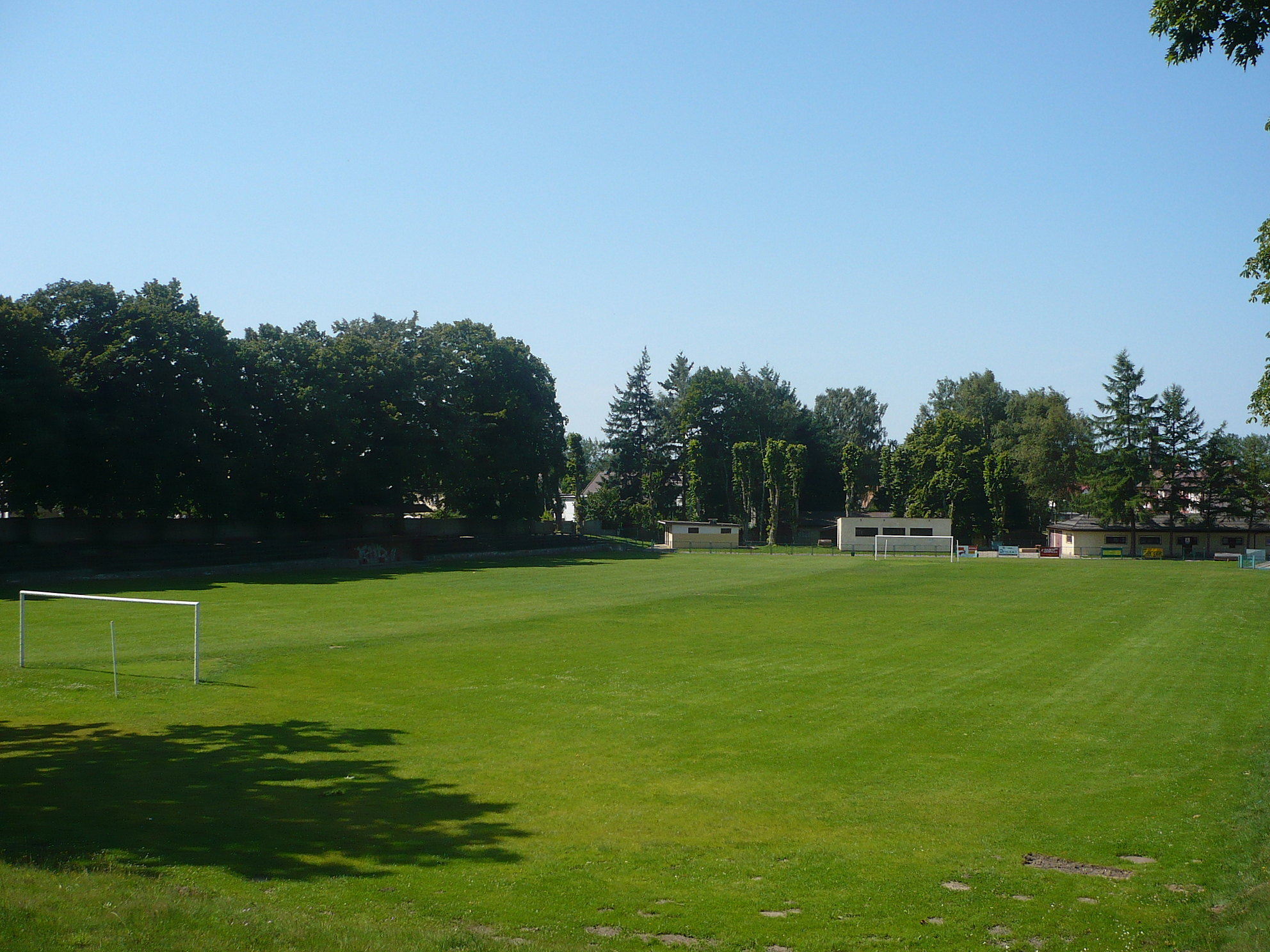
Stadion Miejski im. Karola Kucharskiego w Gryficach

1 lipca 1947 roku, na bazie Wojskowego Klubu Sportowego "Bałtyk" powstał Robotniczy Klub Sportowy "Świt" Gryfice. Pierwszym prezesem klubu został Kazimierz Kowalczyk. W sierpniu drużyna piłki nożnej zgłoszona została do rozgrywek okręgowych. Pierwszy, wygrany mecz (2:1) piłkarze Świtu rozegrali 17 lipca 1947 roku w Dobrej Nowogardzkiej. W 1949 roku Świt zmienił nazwę na Klub Sportowy "Związkowiec". W 1951 roku nastąpiła kolejna zmiana nazwy i powstało Koło Sportowe Unia, które w 1952 roku przekształciło się w Koło Sportowe Zrzeszenia Sportowego "Spójnia" Gryfice. Z inicjatywy pioniera sportu na ziemi gryfickiej – Karola Kucharskiego w 1955 roku założony został wielosekcyjny Terenowy Klub Sportowy "Sparta". W 1980 roku doszło do połączenia Sparty, z drugim gryfickim klubem – "Nasiennik" i pod tą nazwą piłkarze występowali do 1990 roku, kiedy klub powrócił do poprzedniej nazwy, znanej wszystkim kibicom w okręgu, tj. Miejski Klub Sportowy "Sparta" Gryfice.

### Kalendarium
- 1959 –  po wygraniu 1:0 barażu z Victorią Szczecin-Dąbie, Sparta Gryfice awansowała do A-klasy,
- 1961 –  piłkarze  zwyciężyli w wojewódzkim finale turnieju o puchar Federacji Sportowej „Sparta”,
- 1963 –  po zwycięstwie 4:2 nad 2-ligową Lechią Gdańsk, Sparta zakwalifikowała się do 1/32 finału Pucharu Polski,
- 1964 –  w meczu z Cracovią – Sparta przegrała 3:4,
- 1964 –  w  finale okręgowym rozgrywek Pucharu Polski Sparta uległa 1:2 z Pogonią II Szczecin,
- 1965 –  po raz pierwszy w historii klubu  –  Sparta Gryfice awansowała do III ligi wojewódzkiej,
- 1965 –  po zwycięstwach z Pogonią Szczecin i Spójnią Stargard Szczeciński – koszykarze Sparty wygrali noworoczny turniej koszykówki o Puchar PKKFiT w Gryficach,
- 1967 –  tenisiści stołowi Sparty w barażach przegrali rywalizację o awans do I ligi państwowej,
- 1968 –  drużyna koszykarzy gryfickiej Sparty awansowała do ligi międzywojewódzkiej,
- 1968 –  drużyna siatkarzy Sparty została jednym z czołowych zespołów w okręgu szczecińskim,
- 1975 –  piłkarze Sparty awansowali  do półfinału turnieju o puchar „Kuriera Szczecińskiego”,
- 1987 –  trampkarze Sparty zajęli 5 miejsce w IV edycji ogólnopolskich rozgrywek z cyklu „Piłkarska Kadra Czeka”,
- 1990 –  juniorzy Sparty zakwalifikowali się do finału turnieju  o Puchar „Głosu Szczecińskiego”,
- 1992 –  seniorzy Sparty w turnieju o Puchar „Kuriera Szczecińskiego”  – zakwalifikowali się do finału rozgrywek,
- 1992 –  piłkarze Sparty awansowali do półfinału Pucharu Polski na szczeblu okręgu,
- 1996 –  zwycięstwo trampkarzy Sparty, w międzynarodowym turnieju „Dobiegniew Cup ‘96”,
- 1996 –  juniorzy Sparty w rywalizacji międzywojewódzkiej lidze juniorów,
- 1997 –  drużyna seniorów Sparty awansowała do IV ligi makroregionalnej,
- 2003 –  piłkarze Sparty Gryfice awansowali do V ligi wojewódzkiej

### Rozgrywki piłkarskie
| Sezon   | Liga                                 | Pozycja | Punkty | Bramki | Uwagi  |
| ------- | ------------------------------------ | ------- | ------ | ------ | ------ |
| 2002/03 | Liga okręgowa (Szczecin I)           | 3       | 55     | 64-47  |        |
| 2003/04 | V liga (Szczecin)                    | 6       | 49     | 46-62  |        |
| 2004/05 | V liga (Szczecin)                    | 14      | 25     | 50-71  |        |
| 2005/06 | V liga (Szczecin)                    | 9       | 40     | 44-48  |        |
| 2006/07 | V liga (Szczecin)                    | 8       | 39     | 45-53  |        |
| 2007/08 | V liga (Szczecin)                    | 14      | 32     | 41-52  |        |
| 2008/09 | V liga (Szczecin)                    | 3       | 58     | 45-34  | [ a ]  |
| 2009/10 | V liga (Szczecin)                    | 12      | 37     | 53-67  |        |
| 2010/11 | V liga (Szczecin)                    | 15      | 23     | 46-92  | spadek |
| 2011/12 | Klasa okręgowa (Szczecin I)          | 14      | 22     | 40-99  | spadek |
| 2012/13 | Klasa A (Szczecin I)                 | 6       | 35     | 65-50  |        |
| 2013/14 | Klasa A (Szczecin I)                 | 1       | 60     | 88-27  | awans  |
| 2014/15 | Klasa okręgowa (Szczecin północ)     | 8       | 44     | 55-54  |        |
| 2015/16 | Klasa okręgowa (Szczecin północ)     | 6       | 52     | 81-59  |        |
| 2016/17 | Klasa okręgowa (Szczecin północ)     | 5       | 53     | 74-50  |        |
| 2017/18 | Klasa okręgowa (Szczecin północ)     | 6       | 50     | 76-44  |        |
| 2018/19 | Klasa A (Szczecin północ)            | 4       | 57     | 79-46  | awans  |
| 2019/20 | Klasa okręgowa (Szczecin I)          | 13      | 12     | 20-26  |        |
| 2020/21 | Klasa okręgowa (zachodniopomorska I) | 7       | 38     | 52-65  |        |
| 2021/22 | Klasa okręgowa (zachodniopomorska I) | 8       | 45     | 83-76  |        |
| 2022/23 | Klasa okręgowa (zachodniopomorska I) | 4       | 65     | 94-33  |        |
| 2023/24 | Klasa okręgowa (zachodniopomorska I) | 1       | 78     | 131-21 | awans  |
| 2024/25 | IV liga (zachodniopomorska)          | 9       | 49     | 69-75  |        |

| Oznaczenie kolorami   |
| --------------------- |
| drugi poziom ligowy   |
| trzeci poziom ligowy  |
| czwarty poziom ligowy |
| piąty poziom ligowy   |
| szósty poziom ligowy  |
| siódmy poziom ligowy  |
| ósmy poziom ligowy    |

## Sukcesy
- 1962 – Awans do 1/32 Pucharu Polski na szczeblu centralnym,
- 1965 – Awans do III ligi,
- 1992 – Finał pucharu "Kuriera Szczecińskiego".

## Wychowankowie
- Kamil Zieliński (Pogoń Szczecin, Flota Świnoujście, Błękitni Stargard Szczeciński),
- Konrad Bartoszewicz (Pogoń Szczecin II, Vineta Wolin),
- Błażej Szczupaczyński (Chemik Police),
- Piotr Kotlarczyk (Chemik Police),
- Wojciech Grabowski (Klub Sportowy Cracovia),
- Franciszek Drewniany (Pogoń Szczecin i Zawisza Bydgoszcz),
- Zenon Wittek (Unia Tarnów),
- Włodzimierz Kalita (Górnik-Thorez Wałbrzych),
- Henryk Pyrskała (Górnik Murcki),
- Krzysztof Dąbrowski (Pogoń i Stal Szczecin),
- Aleksander Hyży (Pogoń i Stal Stocznia Szczecin),
- Jerzy Dąbrowski (Chemik Police),
- Artur Kałużny (Chemik Police),
- Jan Małkowski (Flota Gdynia),
- Józef Wigórski (Zawisza Bydgoszcz),
- Dariusz Mazurek (reprezentacja okręgu juniorów i kadra Polski juniorów do lat 17.),
- Janusz Kustra (reprezentacja okręgu juniorów, Mieszko Gniezno),
- Wojciech Serafiński (Flota Świnoujście)
- Witold Nowicki (Pogoń Barlinek),
- Maciej Rachubiński ( Świt II Szczecin )
- Włodzimierz Kowalczyk (Stoczniowiec Płock),
- Bogusław Mamiński – przygodę ze sportem rozpoczął w 1974 roku, jako napastnik drużyny piłkarskiej Sparty Gryfice. Później czołowy polski lekkoatleta w biegu na 3000 metrów z przeszkodami, reprezentant kraju, zdobywca „Złotych Kolców” redakcji „Przeglądu Sportowego” dla najlepszego polskiego lekkoatlety w 1981 roku, uczestnik mistrzostw Europy oraz Igrzysk Olimpijskich (1980) w Moskwie.

Skład zespołu MKS Sparta Gryfice sezon 2014/2015 :
- Bramkarze Adrian Żółtek, Łukasz Woźny, Mateusz Stalewski
- Obrońcy: Mateusz Janowski, Krzysztof Kubas, Kamil Motel, Marcin Mojsiej, Paweł Ciupka, Cezary Gójski, Błażej Szczupaczyński,
- Obrońca/pomocnik : Sebastian Żółtek, Patryk Drzewiecki, Maciej Wylociński, Szymon Sęk, Mateusz Świtniewski
- Pomocnicy: Patryk Gierczak, Kamil Maślankiewicz, Grzegorz Krywka, Mariusz Remplewicz, Adam Ostrowski, Mariusz Dąbrowski, Radosław Cytowicz
- Napastnicy : Michał Drzewiecki, Kornel Gójski, Andrzej Paruch, Jakub Gnat, Maciej Rogowski, Arkadiusz Siciarz,

Sztab szkoleniowy :
- Trener : Grzegorz Kubas
- Kierownik Drużyny : Grzegorz Milewski

## Ranking według monografii
Miejski Klub Sportowy Sparta Gryfice 1947–2007
Najlepsi w 60-leciu według monografii :
- Działacz sportowy: Karol Kucharski,
- Prezes klubu: Henryk Korbutowicz,
- Trener: Janusz  Trojanowski,
- Piłkarz: Tadeusz Kwiatkowski,
- Wynik: Sparta Gryfice – Lechia Gdańsk  4:2 (Puchar Polski),
- Tenis stołowy: Ryszard  Parol,  Mieczysław Grzesiak,  Remigiusz  Hyży,
- Boks: Wacław Wasung,  Franciszek Wasung, Klaus Finger,
- Piłka  siatkowa: Leszek Cieciórski, Bernard Kapela, Józef Maciejewicz,
- Koszykówka: Stanisław  Małkowski, Janusz Bogdanowski, Marian Kwiatek.